# Carl Bowedt
Carl Christian N:son Bowedt, född 20 oktober 1889 i Lund, död 1972, var en svensk-dansk konstnär.
Han var son till slaktaren Nils Petter Nilsson och Fredrika Emilie Ottomina Bowedt. Han studerade konst i Köpenhamn, Berlin och Luzern samt under studieresor till Italien och Spanien. Hans konst består av gatumotiv, hamnbilder från Köpenhamn och landskap i olja eller tempera samt väggdekorationer. Han tilldelades en guld och en silvermedalj i samband med utställningar i Amerika.